# Psammophylax
Genre
Psammophylax est un genre de serpents de la famille des Lamprophiidae. 

## Répartition
Les 6 espèces de ce genre se rencontrent dans le sud de l'Afrique.

## Liste d'espèces
Selon The Reptile Database (8 avril 2015) :
- Psammophylax acutus (Günther, 1888)
- Psammophylax multisquamis (Loveridge, 1932)
- Psammophylax rhombeatus (Linnaeus, 1758)
- Psammophylax togoensis (Matschie, 1893)
- Psammophylax tritaeniatus (Günther, 1868)
- Psammophylax variabilis Günther, 1893

## Publication originale
- Fitzinger, 1843 : Systema Reptilium, fasciculus primus, Amblyglossae. Braumüller et Seidel, Wien, p. 1-106. (texte intégral).